# راهول بهات
راهول بهات ممثل هندي يعمل في الأفلام الهندية . بدأ حياته المهنية كعارض أزياء وشارك في مسابقة جرافر من هنديا عام 1998، وعمل بعد ذلك في العديد من الإعلانات والفيديوهات الموسيقية. اكتسب شهرة بسبب دوره الرائد في المسلسل التلفزيوني "هينا" من عام 1998 إلى عام 2003. بعد أن لعب دور البطولة في فيلمي يه موهباتي هايو ناي بادسون(2003)، أخذ إجازة من التمثيل وبدأ في إنتاج المسلسلات التلفزيونية، بما في ذاليكميرلي دولي تيرلي (2007–2008)ena Saath Mera (2009).
كانت عودة باهات للتمثيل بدور رائد في فيلم الإثارة أنوراغ كاشياب (2013)، والذي نال بسببه استحسان النقاد.  وقد ظهر منذ ذلك الحين في فيتور (2016)، داس ديف (2018)،القسم 375 (2019)، ودوبارا كاشياب (2022)، ويكينيدي (2023).